# Fendeille
Fendeille là một xã của Pháp, nằm ở tỉnh Aude trong vùng Occitanie. Người dân địa phương trong tiếng Pháp gọi là Fendeillois.

## Hành chính
| Danh sách các xã trưởng                |           |           |      |         |
| Giai đoạn                              | Giai đoạn | Tên       | Đảng | Tư cách |
| tháng 3 năm 2008                       |           | Guy Julia |      |         |
| Tất cả các dữ liệu trước đây không rõ. |           |           |      |         |

## Thông tin nhân khẩu
| 1793 | 1800 | 1806 | 1821 | 1831 | 1836 | 1841 | 1846 | 1851 |
| ---- | ---- | ---- | ---- | ---- | ---- | ---- | ---- | ---- |
| 604  | 602  | 643  | 612  | 624  | 622  | 602  | 614  | 574  |

| 1856 | 1861 | 1866 | 1872 | 1876 | 1881 | 1886 | 1891 | 1896 |
| ---- | ---- | ---- | ---- | ---- | ---- | ---- | ---- | ---- |
| 547  | 562  | 533  | 505  | 518  | 507  | 506  | 487  | 432  |

| 1901 | 1906 | 1911 | 1921 | 1926 | 1931 | 1936 | 1946 | 1954 |
| ---- | ---- | ---- | ---- | ---- | ---- | ---- | ---- | ---- |
| 363  | 350  | 357  | 290  | 286  | 273  | 275  | 287  | 249  |

| 1962                                         | 1968 | 1975 | 1982 | 1990 | 1999 | - | - | - |
| -------------------------------------------- | ---- | ---- | ---- | ---- | ---- | - | - | - |
| 238                                          | 227  | 247  | 289  | 356  | 418  | - | - | - |
| Số liệu kể từ 1962 : dân số không tính trùng |      |      |      |      |      |   |   |   |

Graphique d'évolution de la population 1794-1999